# Mariana di Girolamo
Mariana Di Girolamo Arteaga (Santiago del Cile, 22 ottobre 1990) è un'attrice cilena.

## Biografia
È nota per le sue interpretazioni nelle serie televisive Pituca sin lucas e Perdona nuestros pecados, e per essere la protagonista del film Ema. È la nipote della nota attrice cilena Claudia Di Girolamo.

## Filmografia parziale

### Televisione
- Pituca sin lucas – serie TV (2014)
- La Jauría – serie TV (2019)

### Cinema
- Ema, regia di Pablo Larraín (2019)
- El jockey, regia di Luis Ortega (2024)

## Riconoscimenti
- 2017 – Copihue de Oro
  - Premio Copihue de Oro per la migliore attrice
- Premio Caleuche
  - Candidata per migliore attrice protagonista in produzioni televisive
- 2018 – Copihue de Oro
  - Candidatura al premio Copihue de Oro per la migliore attrice